# Lunca Cernii de Jos, Hunedoara

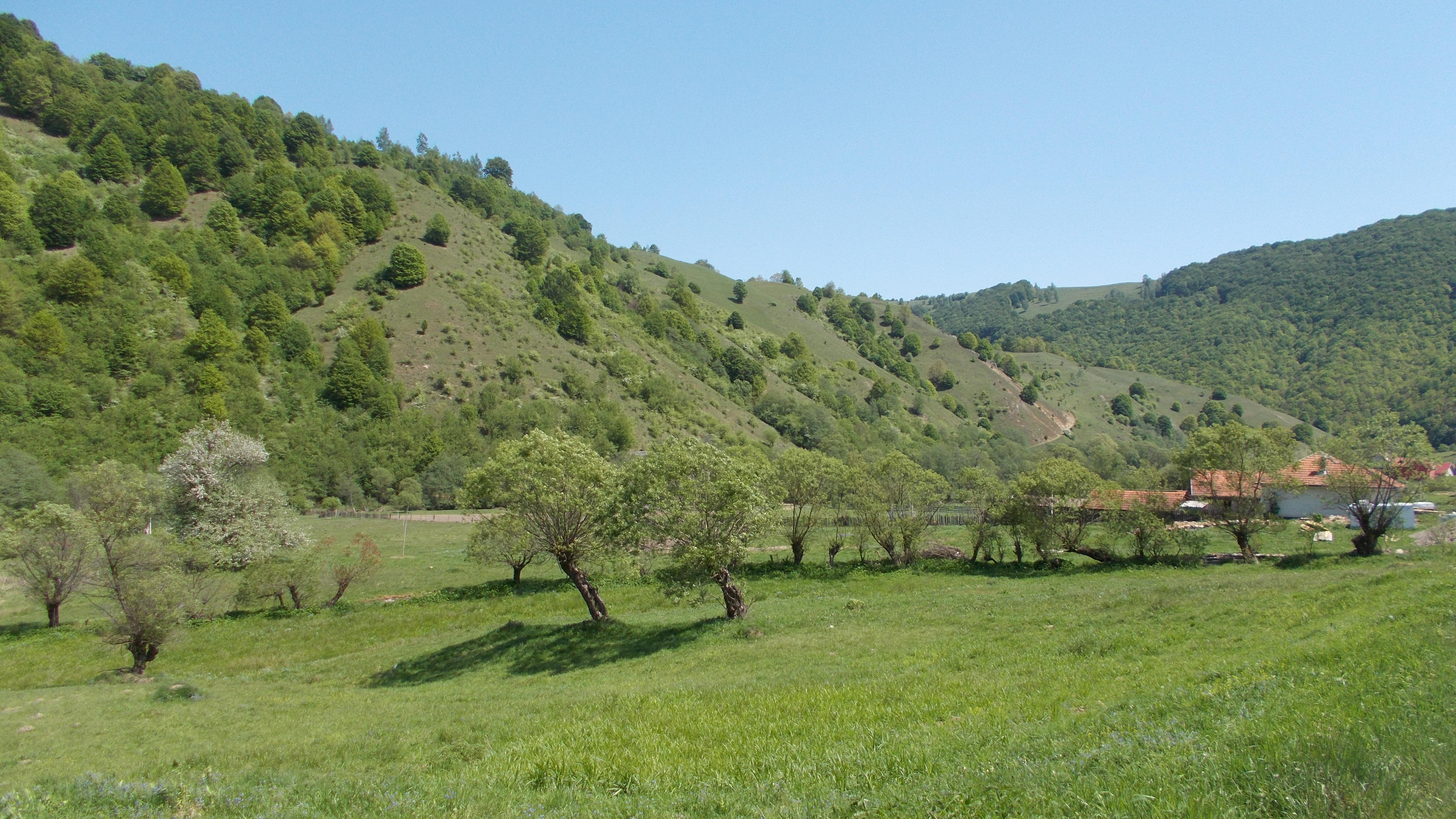
Lunca Cernii de Jos

Lunca Cernii de Jos este satul de reședință al comunei cu același nume din județul Hunedoara, Transilvania, România.

## Obiective turistice
- Rezervația naturală “Cheile Cernei” (2 ha).

## Note
